# Medinilla congesta
Medinilla congesta är en tvåhjärtbladig växtart som beskrevs av Elmer Drew Merrill. Medinilla congesta ingår i släktet Medinilla och familjen Melastomataceae. Inga underarter finns listade i Catalogue of Life.